# Tomás Beaufort
Tomás Beaufort, barón de Dorset, conde de Dorset, Duque de Exeter, Lord Canciller y Gran Almirante de la Flota, diplomático, estadista, financista y militar inglés durante la guerra de los Cien Años. Comandante de la flota del rey Enrique V, demostró su coraje y su valor en la campaña contra Francia llevada a cabo en 1415, donde se destacó en el sitio y captura del puerto de Harfleur, plaza estratégica enemiga que dominaba el estuario del Sena. Los logros de Beaufort en esa ocasión permitieron conservar el puerto, lo que en definitiva provocó el gran éxito de las tropas inglesas en la batalla de Agincourt.

## Su linaje
Tomás era el tercero de los cuatro hijos que su padre, Juan de Gante, tuvo con su amante Catalina Swynford. Juan reconoció a Tomás dos veces, en 1390 y en 1397.
Tomás era medio hermano del rey Enrique IV y por tanto tío de su sucesor Enrique V, bajo cuyas órdenes lucharía en Harfleur.

## Carrera militar
Cuando Enrique IV fue coronado, Tomás recibió la Orden de la Jarretera y comenzó una brillante carrera militar que lo llevaría al cargo de Lord Mayor del Almirantazgo (comandante en jefe de la Armada inglesa). Fue condestable de Lüdlow (1402), almirante de la flota del norte (1403), capitán de Calais (1407) y almirante vitalicio de todos los mares septentrionales y occidentales (1408). Combatió con éxito a los rebeldes galeses, lo que le valió el respeto de todos los capitanes de su flota.

## Carrera política
Los últimos años del reinado de Enrique IV se caracterizaron por una gran inestabilidad política. Enrique, que había asesinado a su antecesor Ricardo II y usurpado el trono, tenía como enemigos a los legalistas de la sucesión, a los reyes escoceses, a la Iglesia y a muchos militares que habían servido bajo el régimen anterior.
Tomás lo ayudó a resolver todos los conflictos, y su gran capacidad le valió el nombramiento como Lord Canciller (1410) y la creación de la baronía de Dorset (luego condado) en su beneficio, en 1412.
A la muerte del rey, el recién coronado Enrique V lo nombró teniente de Aquitania (1413).

## La campaña de Francia: Harfleur
Tomás organizó la flota que Enrique necesitaba para llevar su ejército al corazón del terreno enemigo. A estos efectos compró, alquiló, decomisó o capturó una cantidad de buques que algunos historiadores elevan hasta 1.500. En apenas dos años, Inglaterra estuvo en posición de cruzar el canal de la Mancha con el gran ejército que tomaría Harfleur y aplastaría a los franceses en Agincourt.
Desembarcados en la costa francesa, Enrique ordenó asediar y capturar la ciudad fortificada de Harfleur, ya que esta dominaba el estuario del Sena. Enrique consideraba de capital importancia ese lugar, porque era la única salida rápida hacia Inglaterra:
Lograda la rendición de la ciudad, el rey confió al conde de Dorset su gobierno y siguió adelante con el resto de sus tropas hacia Agincourt.
El buen manejo de la ciudad capturada valió a Beaufort un nuevo título: capitán de Harfleur (1415). Pasó todo el año siguiente en su puesto, siendo nombrado capitán de Normandía y, luego, primer duque de Exeter (ambos en 1416).

## El regreso
Tomás volvió a Inglaterra en 1417 y, mientras Enrique seguía en Francia, debió hacerse cargo de una nueva revuelta en Escocia. Pero en 1418 Enrique le encareció que regresara a Francia con un gran ejército. Beaufort cumplió la orden y, junto con su sobrino, puso sitio a las ciudades de Evreux, Ivry y Ruan. En 1419 consiguieron capturar esta última plaza fuerte, y el rey, repitiendo su manejo en Harfleur, nombró a Beaufort capitán de Ruan y gobernador de la ciudad. Finalmente, fue nombrado conde de Harcourt en 1418.

## El armisticio y los años posteriores
Como no podía ser de otra manera, la gran capacidad de presión y negociación que Tomás de Beaufort había evidenciado, provocó que Enrique lo enviara a negociar la rendición francesa en el Tratado de Troyes (1420), que fue en gran medida obra suya.
Al año siguiente Beaufort fue capturado en la batalla de Baugé en la que murió su sobrino (y hermano del rey), el duque de Clarence.
Muerto Enrique V, Beaufort regresó a Inglaterra para hacerse cargo de ejecutar el testamento del rey y presidir el consejo de gobierno que ejercía la regencia de Enrique VI, que era aún un niño de brazos.
Beaufort se casó con Margarita Neville (hija de Sir Thomas Neville, Señor de Horneby) y tuvo con ella un solo hijo que murió en la infancia.
Tomás de Beaufort murió en 1426, dejando su condado y su ducado sin ningún heredero. Fue sucedido en el almirantazgo de la flota por el duque de Bedford y en la cancillería (que había abandonado en 1412) por su amigo y pariente el Conde de Arundel.